# Timati
Timati (in russo Тимати?), pseudonimo di Timur Il'darovič Junusov (in russo Тимур Ильдарович Юнусов?; Mosca, 15 agosto 1983), è un rapper e produttore discografico russo.

## Biografia
Timur Il'darovich Junusov (Тиму́р Ильда́рович Юну́сов) nasce da Il'dar Junusov e Simona Junusova (Červomorskaja da signorina).
Timati è nato da una famiglia etnicamente mista, suo padre è un tartaro mentre sua madre è ebrea. Ha anche un fratello più giovane di nome Artëm. Il suo nome d'arte "Timati" lo segue da quando era bambino. Junusov ha vissuto a Los Angeles per cinque anni, prima di trasferirsi definitivamente a Mosca. Su richiesta di suo nonno, il compositore e direttore d'orchestra Jakov Červomorsky, Timur si è diplomato in violino, ma non ha finito l'Universitá , fermandosi al terzo anno.
Ha ottenuto una certa popolarità presso la comunità, grazie al talent show Star Factory 4, ma già prima della sua partecipazione allo show aveva collaborato con Detsl. Timati era inoltre membro del gruppo musicale Banda (Банда) e cofondatore dei VIP 77. Ex-proprietario del nightclub, Black October e dei negozi Ё-Life, Timati è anche il direttore dell'etichetta discografica da lui fondata, la Black Star, tramite la quale nel 2006 è stato pubblicato il suo primo album da solista Black Star, a cui nel 2009 è seguito The Boss, pubblicato nel 2011 anche sul mercato in lingua inglese. Nel 2010 è stato nominato agli MTV Europe Music Awards 2010 come miglior artista russo.
Nel 2006, Timati ha recitato nel film Heat prodotto da Fyodor Bondarchuk. Nel 2008, Timati ha partecipato al brano musicale Put U Take It di Fat Joe, che figurava il featuring anche di Nox e Raul. Nel 2008 Mario Winans ha collaborato al singolo di Timati intitolato Forever. Timati, nel 2009 ha collaborato al singolo di Snoop Dogg Groove On. Ha inoltre collaborato con Eve, Sean Combs, Busta Rhymes, Xzibit, Scott Storch, Craig David, Flo Rida, Grigorij Leps, Egor Krid, Filipp Kirkorov ed altri.
Nel 2011 ha collaborato con il disc jockey svizzero Dj Antoine per il brano Welcome to St. Tropez, che nell'estate dello stesso anno fu un successo nelle top-chart europee.
Ha avuto una relazione con la modella e socialite russa Alena Shishkova. Il 19 marzo 2014 è nata la loro prima figlia, Alice.
Alla fine del 2016 la Black Star ha subito un rebranding, orientandosi definitivamente verso altre attività commerciali oltre alla musica. Ad oggi l'azienda dell'artista russo gestisce la Black Star Wear, una sezione dell'azienda che si occupa di vestiti alla moda; la Black Star Burger, ovvero una catena di fast food e alcuni tattoo shop e parruccherie. Sotto il profilo musicale la Black Star ha raggiunto le cime delle classifiche della Russia e di quelle dei Paesi aderenti alla CSI con 12 artisti appartenenti a generi musicali diversi

## Discografia

### Album in studio
- 2006 – Black Star
- 2009 – The Boss
- 2012 – Swagg
- 2013 – 13
- 2014 – Reload
- 2016 – Olimp
- 2020 – Tranzit

### Album di remix
- 2012 – Swagg: Remix Edition

### Mixtape
- 2021 – Banger Mixtape Timati 2021

## Premi
- 2003 Night Life Awards

Migliore canzone da club ("Fiesta")
- 2007 World Fashion Awards

Migliore artista R'n'B
- 2007 Night Life Awards

Miglior personaggio dei club
- 2008 World Fashion Awards

Miglior progetto R'n'B
- 2008 Золотой Граммофон - Zolotoy Grammofon

"Я люблю тебя"-"Ya lyublyu tebya"
- 2008 MTV RMA

Miglior progetto da club
- 2009 Золотой Граммофон - Zolotoy Grammofon

"Moscow Never Sleeps"
- 2009 In Da Awards

Miglior album dell'anno
- 2010 Love Radio Awards

Miglior artista dell'anno
- 2010 Премия Муз-ТВ - Premiya Muz-TV

Miglior progetto hip-hop dell'anno;
Miglior album ("The boss");
Miglior videoclip ("Love You")
- 2011 Премия Муз-ТВ - Premiya Muz-TV

Miglior videoclip dell'anno ("I'm on you")
- 2011 Премия RU TV - Premiya RU TV

Migliore canzone hip-hop dell'anno ("Я буду ждать")
- 2013 Премия RU TV - Premiya RU TV

Miglior duetto dell'anno ("London" feat Grigorij Leps)
- 2013 Золотой Граммофон - Zolotoy Grammofon

"London" feat Grigorij Leps
- 2014 World Music Awards

Miglior artista russo
Miglior artista R'n'B russo
- Премия RU.TV - Premiya RU TV

Miglior progetto R'n'B
- 2015 Золотой Граммофон - Zolotoy Grammofon

"Baklazan"
- 2016 Золотой Граммофон - Zolotoy Grammofon

"Gde ty, gde ya (feat. Egor Krid)" 
- 2019 Золотой Граммофон - Zolotoy Grammofon

"Nelzia (feat. NAZIMA)"

### Pesnia Goda[5]
- Welcome to St. Tropez, 2009
- V klube, 2010
- London (feat. Grigorij Leps), 2012
- Gde ty, gde ya (feat. Egor Krid), 2016
- Poslednaja Vesna (feat. Filipp Kirkorov), 2017

### Nomine
- Artista emerito della Repubblica Cecena (2014)

## Curiosità
Il rapper è anche un grande collezionista di auto,  infatti nella sua collezione personale ci sono Mercedes-Benz G 63 AMG, alcune Lamborghini, una Audi R8 V10, una Porsche Cayenne, una Ferrari 458 Italia e una Roll Royce Phantom, tutte personalizzate dalle case produttrici a piacimento dell'artista.
L'11 novembre 2014 Timur è stato insignito del titolo di "Artista emerito della Repubblica Cecena" dal Presidente della Repubblica caucasica Ramzan Kadyrov, suo personale amico.